# Ouro Minas (Belo Horizonte)
Ouro Minas é um bairro da região administrativa do Nordeste, na cidade de Belo Horizonte, em Minas Gerais.

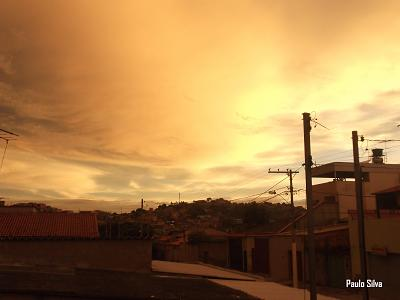
OuroMinas

## Historico
O bairro Ouro Minas está situado na Regional Nordeste de Belo Horizonte, próximo ao Anel Rodoviário, saída para Vitória.
A região onde hoje se localiza o bairro Ouro Minas pertencia ao município de Santa Luzia, sendo incorporado mais tarde ao município de Belo Horizonte. O loteamento que deu origem ao bairro foi aprovado como parcelamento do bairro Belmonte pela Prefeitura de Belo Horizonte em 1981, totalmente desprovido de qualquer infra-estrutura. 
A partir de 1990, com o surgimento da Associação de Moradores, chegaram as melhorias como água e esgoto da Copasa, até então inexistentes.
No ano de 1993, por causa do Orçamento Participativo da PBH, as lideranças do bairro resolveram dar o nome Novo Belmonte, para diferenciar dos nomes semelhantes que existiam na região (Parque Belmonte, Jardim Belmonte, Belmonte). No entanto, a existência de vários bairros com a palavra Belmonte no nome começou a causar vários problemas para os moradores, como a dificuldade de recebimento de mercadorias. Para a associação eram geradas dúvidas nas solicitações para a Prefeitura e outros órgãos. Por causa disso, em 2000, a Associação Comunitária convocou uma votação para escolha de um novo nome para o bairro, contando com o apoio dos moradores. A partir de uma lista de onze nomes sugeridos pela população, o escolhido pela maioria foi Ouro Minas. Dessa data em diante, ficou sendo este o nome popular do bairro, já sendo reconhecido pela Prefeitura, BHTRANS, Correios, Copasa e demais órgãos públicos. Apenas os cartórios de registro de imóveis utilizam o nome oficial Belmonte, por razões burocráticas.
Os moradores do Bairro Ouro Minas contam hoje com serviço de ônibus, ruas asfaltadas, Centro de Saúde e uma Unidade Municipal de Ensino Infantil (UMEI). A maioria das obras foi conquistada através do Orçamento Participativo.

## TRANSPORTE
O Bairro Ouro Minas é atendido pelas um ramal da linha de ônibus 3503 (Santa Terezinha-São Gabriel), além das linhas suplementares 53 (Ouro Minas - Confisco) e 811 (Vista do Sol - Estação São Gabriel).

## LIMPEZA
O Bairro também conta com o serviço de coleta da SLU e, semanalmente com a varrição das ruas. 

## COMÉRCIO
O Bairro por ser novo, não tem um comércio muito expressivo, como o do São Gabriel, bairro vizinho. Conta com um supermercado, lan house, três padarias, além de mercearias, açougue, sorveterias, salões de beleza, depósitos de construção, etc...

## RUAS
As principais e maiores ruas do bairro são Santa Leopoldina, Papa Honório III, N. Senhora de Guadalupe e N. Senhora de Loreto. Recentemente, o prefeito Márcio Lacerda fez uma visita ao bairro e elogiu a obra feita na última rua que ainda não era asfaltada no bairro, a N. Senhora dos Remédios.

## SITE OFICIAL DA ASSOCIAÇÃO COMUNITÁRIA
A Associação Comunitária do Bairro Ouro Minas mantém desde junho de 2000 o site  www.bairroourominas.blogspot.com.br, com informações sobre o bairro, versão digital do informativo Comunicando, mapa de acesso ao bairro, reportagens, além de links para serviços públicos diversos. 